# Осипов, Фёдор Иванович
Фёдор Иванович Осипов (1860—1916) — генерал-майор (ПАФ от 25 апреля 1917 года; посмертно), герой Первой мировой войны.

## Биография
Родился 8 февраля 1860 года. Образование получил в Гельсингфорсской гимназии, после чего 1 сентября 1880 года поступил во 2-е военное Константиновское училище.
12 августа 1883 года выпущен из училища с чином подпоручика в 62-й пехотный Суздальский полк. 12 августа 1883 года произведён в поручики, 15 марта 1895 года — в штабс-капитаны и 6 мая 1900 года — в капитаны.
Переведённый в 63-й пехотный Углицкий полк на должность командира роты, Осипов в 1904—1905 годах принимал участие в войне с Японией. За боевые отличия был награждён орденами св. Станислава 2-й степени с мечами, св. Анны 2-й степени с мечами и св. Владимира 4-й степени с мечами и бантом. В 1906 году произведён в подполковники (со старшинством от 18 февраля 1905 года).
6 декабря 1910 года Осипов получил чин полковника и был назначен командиром батальона в Углицком полку.
Вскоре после начала Первой мировой войны Осипов получил в командование 217-й пехотный Ковровский полк. Отличился при отражении 1-го газового удара германцев на Русском фронте. Высочайшим приказом от 6 августа 1915 года он был награждён орденом св. Георгия 4-й степени
За то, что в бою под Волей-Шидловской 18-го мая 1915 г., получил донесение о том, что противник засыпает снарядами с ядовитыми газами наши окопы и в то же время густыми колоннами идёт в атаку, презрев явную опасность, отправился в передовые окопы и лично руководя уцелевшими от удушья бойцами, отбил первую атаку; почувствовал удушье, хотел уйти, но, видя, что противник повёл новую атаку, остался, отбил ещё 2 атаки противника и окончательно удержал за собой наши позиции.
Вкоре Осипов тяжело заболел и скончался 14 апреля 1916 года. Генерал-майор (ПАФ от 25.04.1917; посмертно).